# Православие в Катаре
Православие в Катаре — христианская конфессия в Катаре, представленная юрисдикциями Иерусалимского и Антиохийского патриархатов.
На 2011 год численность православных в Катаре оценивалось в несколько тысяч человек.

## История
В 1997 году патриарх Иерусалимский Диодор назначил для окормления православной паствы в Катаре архимандрита Феофила (Яннопулоса). В ноябре 1999 года патриарх Диодор совершил пастырскую поездку в Катар.
В 2001 году архимандрита Феофила сменил архимандрит Макарий (Маврояннакис), положивший начало строительству в Дохе храма во имя преподобного Исаака Сирина и великомученика Георгия Победоносца. Окончание строительства храма запланировано на конец 2018 года.
В марте 2013 года архимандрит Макарий был рукоположен в архиепископа Катарского, что вызвало протест со стороны Антиохийского патриархата, считающими Катар вместе с другими арабскими странами Персидского залива входящими в его юрисдикцию. Дальнейшие попытки переговоров не привели к результатам и 29 апреля 2014 года на проходящем под председательством Антиохийского патриарха Иоанна Х заседании Синода Антиохийской церкви было принято решение о разрыве канонического общения с иерархами Иерусалимского патриархата о чём были уведомлены предстоятели всех поместных церквей. В июле 2014 года Синод Антиохийского патриархата учредил Экзархат Катара. 18 апреля 2019 года патриархи Александрийский и всея Африки Феодор, Антиохийский и всего Востока Иоанн X и Иерусалимский Феофил III посетили остров Кипр, где Патриархи Антиохийский и Иерусалимский смогли достичь компромисса по вопросу юрисдикции Катара. По неофициальным данным Иерусалимский Патриархат всерьёз рассматривает вопрос о выводе поставленного им архиепископа Макария из Катара.